# Igino (astronomo)
Igino, detto l'Astronomo o il Mitografo per distinguerlo dagli omonimi (in latino Hyginus; fl. II secolo), è stato uno scrittore romano.
A lui sono attribuite due opere: un trattato astronomico, dal titolo De astronomia, che riprende i Fenomeni (Φαινόμενα) di Arato di Soli, e un manuale mitologico ad uso scolastico, le Fabulae, composto di 277 episodi.
Grazie all'opera di Igino, particolarmente attento alle originali fonti greche, abbiamo la ricostruzione di alcune tragedie greche ora perdute.

## Opere

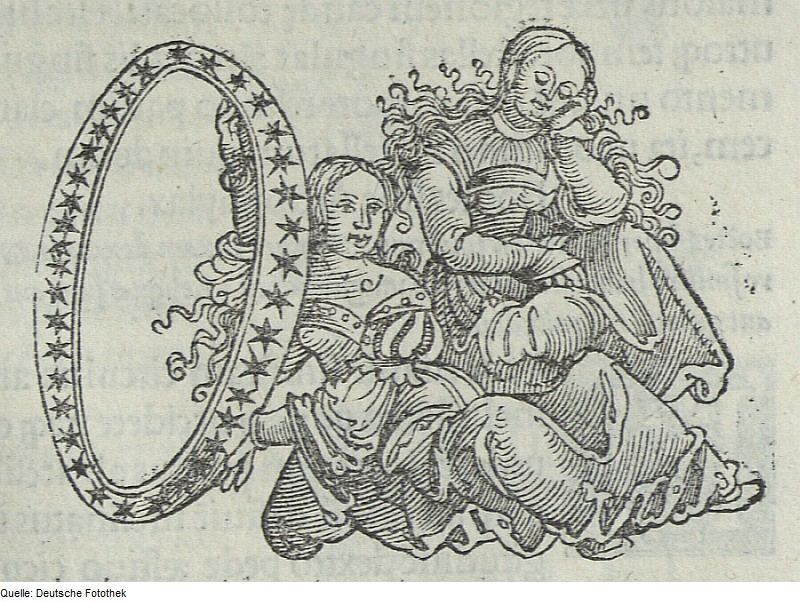
Le Stelle nel De Astronomia.

Le opere attribuite ad Igino sono il De astronomia e le Fabulae.
Il De astronomia, intitolato anche Astronomica o Poeticon astronomicon, è un'opera incompleta divisa in quattro libri. Nel libro I sono contenute nozioni generali riguardanti la Terra e lo zodiaco, cui seguono, nel II, i miti riguardanti il cielo e le costellazioni (in parte basato sui Catasterismi di Eratostene). Un dittico è costituito dai libri III-IV: nel III si parla di posizione e composizione delle costellazioni, mentre il IV riguarda la cosiddetta astrotesìa, ossia il moto e il percorso degli astri.
Le Fabulae, invece, sono divise in tre parti: nella prima, le Genealogie, si riportano estratti di una terza opera di Igino riguardanti genealogie di dei ed eroi; seguono le Fabulae, ovvero i miti veri e propri, mentre a chiusura stanno compilazioni di materie varie di tipo mitografico ed erudito su saghe e curiosità.

## Edizioni moderne
- Igino, Miti, a cura di Giulio Guidorizzi, Collana Biblioteca n. 398, Milano, Adelphi, 2000, ISBN 978-88-459-1575-8. - nuova ed. riveduta a cura di Giulio Guidorizzi, Collana gli Adelphi n.638, Milano, Adelphi, 2022, ISBN 978-88-459-3664-7.
- Igino, Mitologia astrale, a cura di Gioachino Chiarini e Giulio Guidorizzi, Collana Biblioteca n. 539, Milano, Adelphi, 2009, ISBN 978-88-459-2369-2.